# LGBT práva na Šalomounových ostrovech
Práva leseb, gayů, bisexuálů a translidí jsou na Šalomounových ostrovech omezená. Soulož mezi osobami stejného pohlaví je zde ilegální od počátku 80. let 19. století.
Praktikování análního sexu s jakoukoli osobou je podle Sekce 160, Kapitoly 26 Trestního zákoníku Šalomounových ostrovů, trestný čin s maximální trestní sazbou 14 let. Pokus o anální styk je rovněž nezákonný a lze za něj uložit trest odnětí svobody s maximální délkou trvání 7 let. Jakékoli chování, které by mohlo splňovat znaky "nemravnosti", byť konané v soukromí, je trestné pod hrozbou až pětiletého vězení. Nicméně podle zprávy Ministerstva zahraničí Spojených států amerických z r. 2010 a dalších let  tu nebyly zaznamenány žádné případy aplikace těchto zákonů na perzekuci LGBT minority.
Komise pro reformu práva poprvé navrhla legalizaci homosexuálních styků v prosinci 2008, ale neúspěšně. Podle vyjádření vlády v OSN r. 2011 nemá země v úmyslu dekriminalizovat homosexualitu.
Šalomounovy ostrovy stále mění své ústavní zákony. V první verzi nové Ústavy Federální demokratické republiky Šalomounových ostrovů z r. 2009 byly " jiné sexuální orientace" explicitně zařazeny mezi okruhy osob chráněné před diskriminací. V další verzi z r. 2011 a 2013 toto ustanovení neobsahovaly. Nejposlednější verze z r. 2014 (publikovaná 6. května 2014) přímo vylučuje osoby jiné "sexuální orientace" z okruhu skupin chráněných před diskriminací. Ústavní souhlas s diskriminací jiných sexuálních orientací je mezinárodně považován za porušování lidských práv. Kromě pole mezinárodního je tato záležitost ostře kritizována i ve vnitrozemí. Výkonný ředitel zdejších LGBT organizací požaduje, aby za práva sexuálních menšin intervenoval speciální expert z OSN.

## Souhrnný přehled
| Legální stejnopohlavní styk                                                            | (nelegální) |
| Stejný věk legální způsobilosti k pohlavnímu styku pro obě orientace                   | No          |
| Antidiskriminační zákony v zaměstnání                                                  | No          |
| Antidiskriminační zákony v přístupu ke zboží a službám                                 | No          |
| Antidiskriminační zákony v ostatních oblastech (homofobní urážky, zločiny z nenávisti) | No          |
| Stejnopohlavní manželství                                                              | No          |
| Stejnopohlavní soužití                                                                 | No          |
| Adopce dítěte partnera                                                                 | No          |
| Společná adopce dětí stejnopohlavními páry                                             | No          |
| Gayové a lesby smějí otevřeně sloužit v armádě                                         | No          |
| Možnost změny pohlaví                                                                  | No          |
| Přístup k umělému oplodnění pro lesbické ženy                                          | No          |
| Náhradní mateřství pro gay páry                                                        | No          |
| MSM smějí darovat krev                                                                 | No          |